# Edeltraud Gatterer
Edeltraud Gatterer (* 22. Juni 1954 in Villach) ist eine österreichische Politikerin (ÖVP). Gatterer war zwischen 1990 und 2002 Abgeordnete zum Nationalrat.

## Ausbildung und Beruf
Gatterer besuchte die Pflichtschule und im Anschluss eine Höhere Bundeslehranstalt für wirtschaftliche Frauenberufe, die sie 1973 mit der Matura abschloss. Zudem legte Gatterer die Fremdenführerkonzessionsprüfung ab.
Gatterer arbeitete zwischen 1973 und 1978 bei der Post- und Telegraphendirektion und war von 1980 bis 1988 Leiterin eines Saisonfremdenverkehrsamtes. Zudem war sie Hausfrau.

## Politik
Gatterer war Kärntner Landesleiterin sowie Bundesleiterin-Stellvertreterin der Österreichischen Frauenbewegung. Zudem hatte sie die Funktion eine Vorstandsmitglieds der Europäischen Frauenunion inne und war Vizepräsidentin der Parlamentarischen Versammlung des Europarates. Im September 2003 legte Gatterer ihre Funktion als Obfrau der Österreichischen Frauenbewegung in Kärnten zurück.
Gatterer war von 1985 bis 1990 Gemeinderätin in Villach und vertrat die ÖVP zwischen dem 5. November 1990 und dem 19. Dezember 2002 im Nationalrat. Sie erhielt keinen sicheren Platz auf der Landesliste für die Nationalratswahl 2002 und schied nach der Wahl aus dem Parlament aus.

## Auszeichnungen
- 2000: Großes Goldenes Ehrenzeichen für Verdienste um die Republik Österreich[3]
- 2006: Dame des Silvesterordens